# Поштовий сервер
Поштовий сервер, сервер електронної пошти — в системі передачі електронної пошти так зазвичай називають агент пересилання повідомлень (англ. mail transfer agent, MTA). Це комп'ютерна програма, яка передає повідомлення від одного комп'ютера до іншого. Зазвичай поштовий сервер працює «за лаштунками», а користувачі мають справу з іншою програмою — клієнтом електронної пошти (англ. mail user agent, MUA).
Наприклад, в поширених конфігураціях клієнтом пошти користувача є Outlook Express, повноцінна версія Microsoft Outlook, або Mozilla Thunderbird. Коли користувач набрав повідомлення і посилає його одержувачу, поштовий клієнт взаємодіє з поштовим сервером, використовуючи протокол SMTP. Поштовий сервер відправника взаємодіє з поштовим сервером одержувача (безпосередньо або через проміжний сервер — релей). На поштовому сервері одержувача повідомлення потрапляє в поштову скриньку, звідки за допомогою агента доставки повідомлень (англ. mail delivery agent, MDA) доставляється клієнту одержувача. Часто останні два агенти суміщені в одній програмі (наприклад, sendmail), хоча є спеціалізовані MDA, які в тому числі займаються фільтрацією спаму. Для фінальної доставки отриманих повідомлень використовується не SMTP, а інший протокол — часто POP3 або IMAP — який також підтримується більшістю поштових серверів. Хоча у найпростішій реалізації MTA досить покласти отримані повідомлення в особисту теку користувача у файловій системі центрального сервера («поштова скринька»).

## Боротьба зі спамом
Часто поштовий сервер включає програмне забезпечення для організації розсилок електронної пошти. Одна з основних задач поштового сервера, окрім доставки пошти та безперервної роботи, є фільтрація спаму завдяки фільтрам. Згідно статистики, щодня надсилається більше 14 млрд спам-повідомлень, що складає 45 % сумарної кількості листів. Найбільшу кількість спаму розсилають користувачі з США, так, 2016 року з цієї країни було надіслано майже 11 % всього спаму.

## Популярні сервери електронної пошти
- AfterLogic MailSuite Pro/Lite /AfterLogic MailSuite Lite
- AMS server[4]
- Apache James (Apache Java Enterprise Mail Server, в рамках Apache Software Foundation)
- CommuniGate Pro
- Courier Mail Server[5] — власницький поштовий сервер для Windows, SMTP/POP3;
- Dovecot — вільний POP3/IMAP сервер
- Eserv[6]
- Exim
- HMailServer
- Hula
- IBM Lotus Domino;
- Kerio Connect[7]
- MDaemon Mail Server[8]
- Microsoft Exchange Server
- NextMail
- Office mail Server (вільний поштовий сервер для Windows)
- Postfix
- qmail
- Sendmail
- SmarterMail[9]
- Usergate Mail Server
- Zimbra
- ZMailer